# Tunísia nos Jogos Olímpicos de Verão de 2016
Tunísia participou dos Jogos Olímpicos de Verão de 2016, que foram realizados na cidade do Rio de Janeiro, no Brasil, entre os dias 5 e 21 de agosto de 2016.
A atleta Inès Boubakri ganhou a medalha de bronze no Florete individual feminino no dia 11 de agosto de 2016, com vitória de 15 a 11 sobre a russa Aida Shanaeva.  
A atleta Marwa Amri ganhou a medalha de bronze na Luta livre olímpica até 58kg feminino no dia 17 de agosto de 2016, com vitória de 6 a 3 sobre a atleta do Azerbaijão Yuliya Ratkevich.  
O atleta Oussama Oueslati ganhou a medalha de bronze no Taekwondo até 80 kg masculino no dia 20 de agosto de 2016.  

## Natação
| Atleta           | Prova       | Eliminatórias | Eliminatórias | Semifinal | Semifinal | Final       | Final       |
| Atleta           | Prova       | Tempo         | Pos.          | Tempo     | Pos.      | Tempo       | Pos.        |
| ---------------- | ----------- | ------------- | ------------- | --------- | --------- | ----------- | ----------- |
| Ahmed Mathlouthi | 400 m livre | 3:52,00       | 35º           | —         | —         | Não avançou | Não avançou |